# Axitinibe
O axitinibe, comercializado sob a marca Inlyta, é um medicamento utilizado no tratamento de carcinome de células renais (CCR). É usado em casos avançados da doença, individualmente ou em combinação com avelumabe ou pembrolizumabe. O tempo de agravamento da doença aumentou de 4,7 meses para 6,7 meses naqueles que tomavam sorafenibe. É administrado por via oral.
Os efeitos colaterais comuns incluem diarreia, hipertensão arterial, fadiga, náusea, perda de peso, fraqueza e constipação. Outros possíveis efeitos colaterais são trombose, sangramento, insuficiência cardíaca, perfuração gastrointestinal, hipotireoidismo, cicatrização lenta de feridas, problemas hepáticos e síndrome de encefalopatia posterior reversível (PRES). O uso durante a gravidez pode ser prejudicial ao bebê. É um inibidor da tirosina-quinase que bloqueia o fator de crescimento do endotélio vascular (VEGF).
O axitinibe foi aprovado para uso médico nos Estados Unidos e na Europa em 2012. No Reino Unido, 4 semanas de tratamento custavam ao NHS cerca de £ 3.500 em 2021. Nos Estados Unidos esse valor era de 17.300 dólares.